# La Chapelle-Blanche (Saboia)
La Chapelle-Blanche é uma comuna francesa na região administrativa de Auvérnia-Ródano-Alpes, no departamento da Saboia. Estende-se por uma área de 4.13 km². Em 2010 a comuna tinha 586 habitantes (densidade: 141,9 hab./km²).